# Träbro
Träbro är en mycket gammal brotyp. 

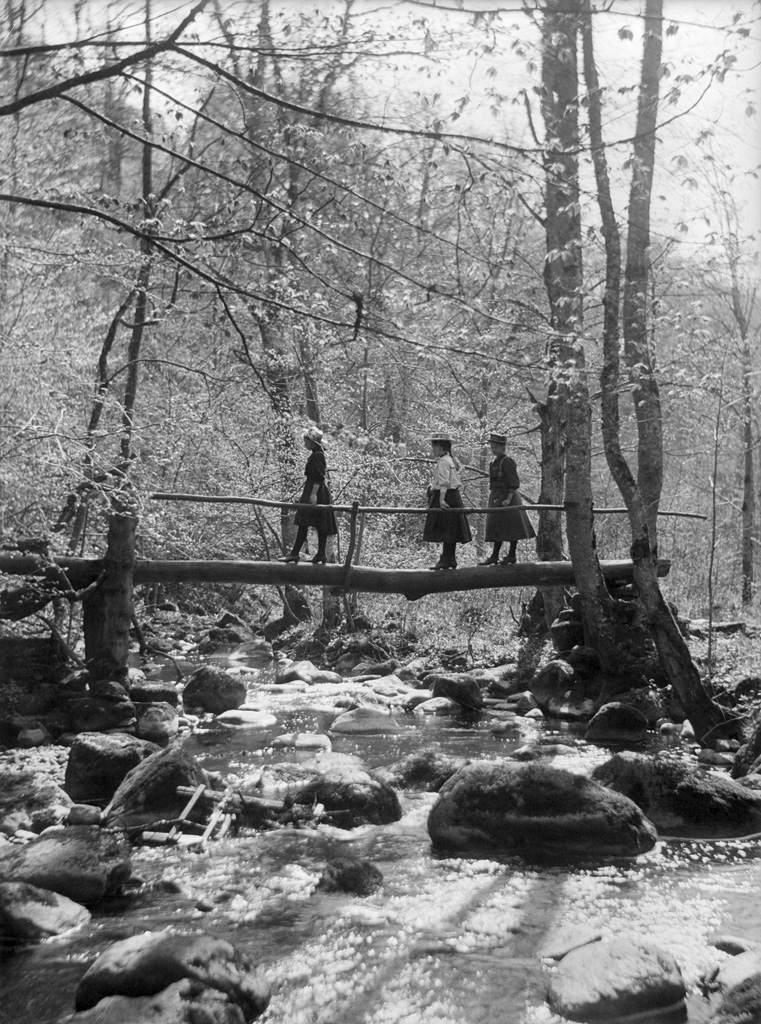
Spång i Sverige, 1910-talet

Kragbalksbro i timmer över Visna i Sankt Niklaus i Wallis i Schweiz, omkring 1910

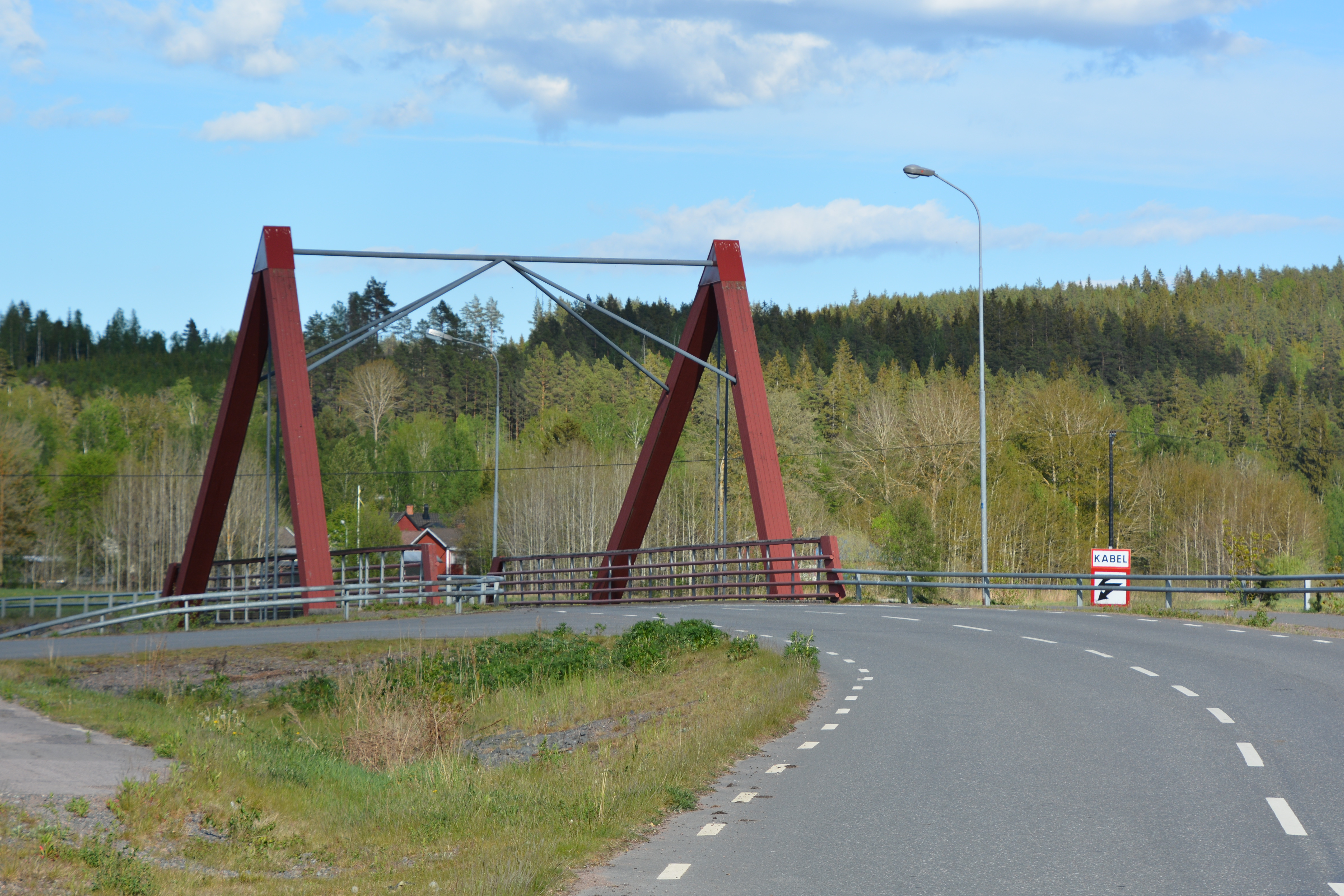
Pythagorasbron i Virserum, modern landsvägsbro i trä över Virserumsån i Virserum

Bland de äldsta kända träbroarna är Träbron mellan Rapperswil och Hurden som gick över övre Zürichsjön i Schweiz. Förhistoriska högar av timmer har hittats väster om Seedamm, av vilka de äldsta daterats till 1523 före Kristus. Den ursprungliga bron har efterföljts av flera andra åtminstone fram till 100-talet efter Kristus, när romarna konstruerade en sex meter bred träbro där. På platsen byggde Rudolf IV av Österrike  1358–1360 en ny, 450 meter lång och 4 meter bred träbro, som var i bruk till 1878. 
Pons Sublicius över Tibern, nära Forum Boarium ("boskapstorget") nedströms Tiberön, är den äldsta kända bron i det antika Rom. Det tros att den byggdes under Ancus Marcius omkring 642 före Kristus, men det finns ingen skriftlig källa om årtal. Bron sammanband den nyligen befästa Janiculumkullen på den etruskiska sidan med övriga Rom. 

## Träbroar i Sverige
Äldre svenska träbroar är byggda med fackverksteknik men även nyare broar kan byggas på det sättet och kan, med rätt underhåll, bli flera hundra år gamla. 
Dagens nybyggda träbro är ofta i limträ, som till exempel Pythagorasbron i Virserum från 2005, och har en beräknad teknisk livslängd på 80 år, beräknat på en träbro för full trafiklast. Träbroar kan även byggas som balkbro eller bågbro. Dagens limträbro är skyddad mot fukt för ett minimalt underhåll.

## Bildgalleri

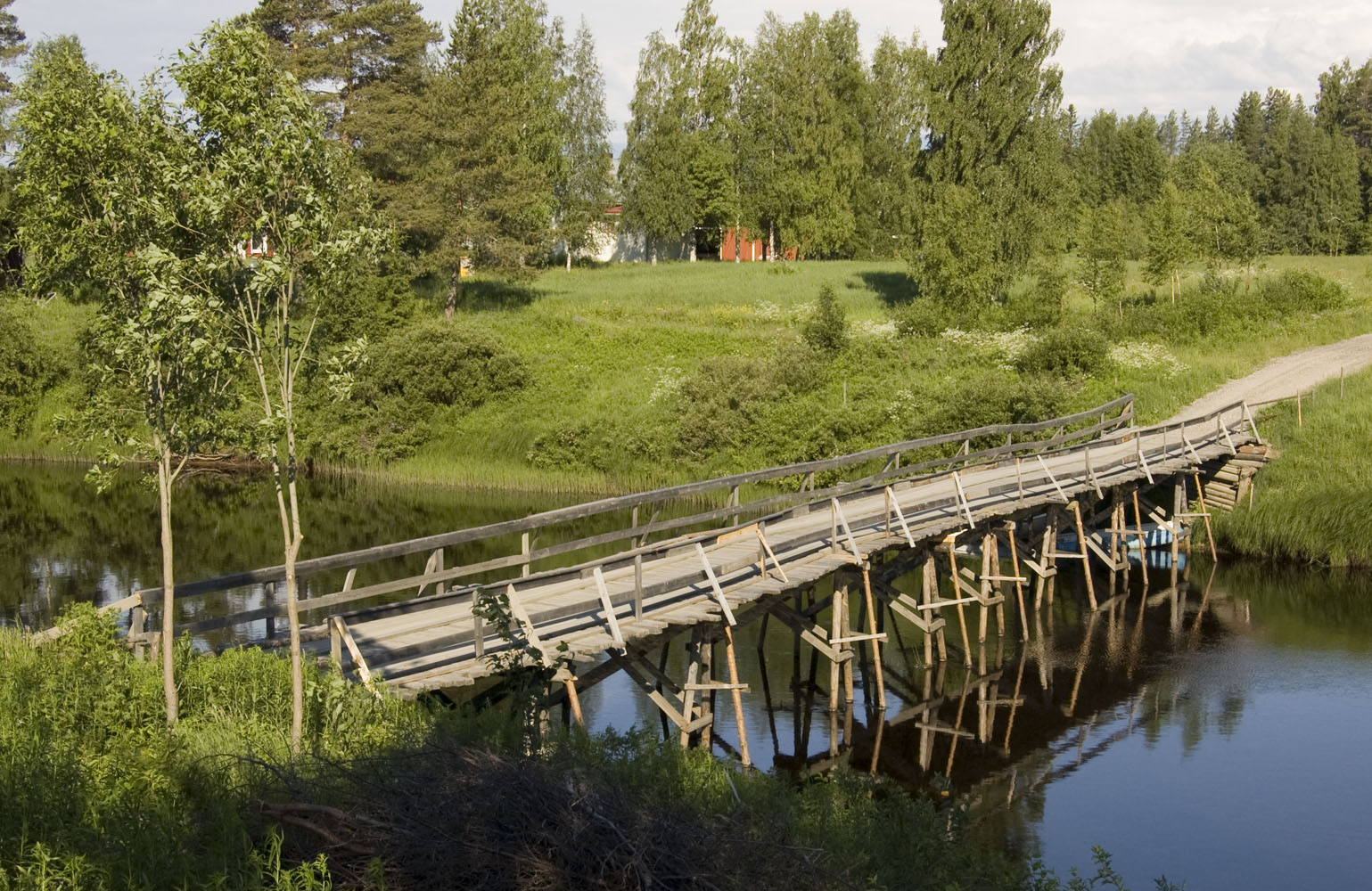
Vägbro över Nuorittajoki i Jokikokko i Överkiminge i Norra Österbotten i Finland
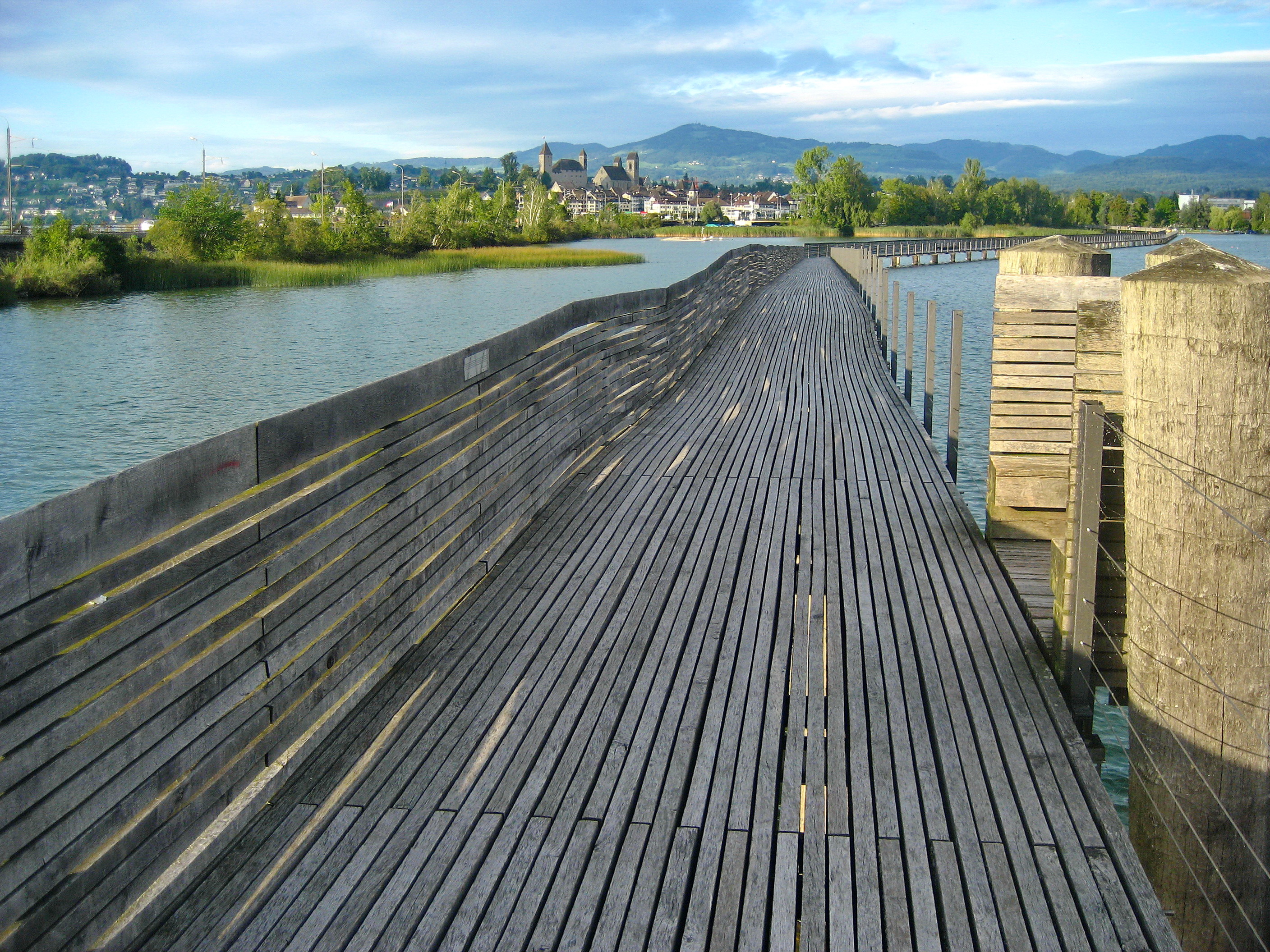
Träbron Rapperswil-Hurden i Schweiz
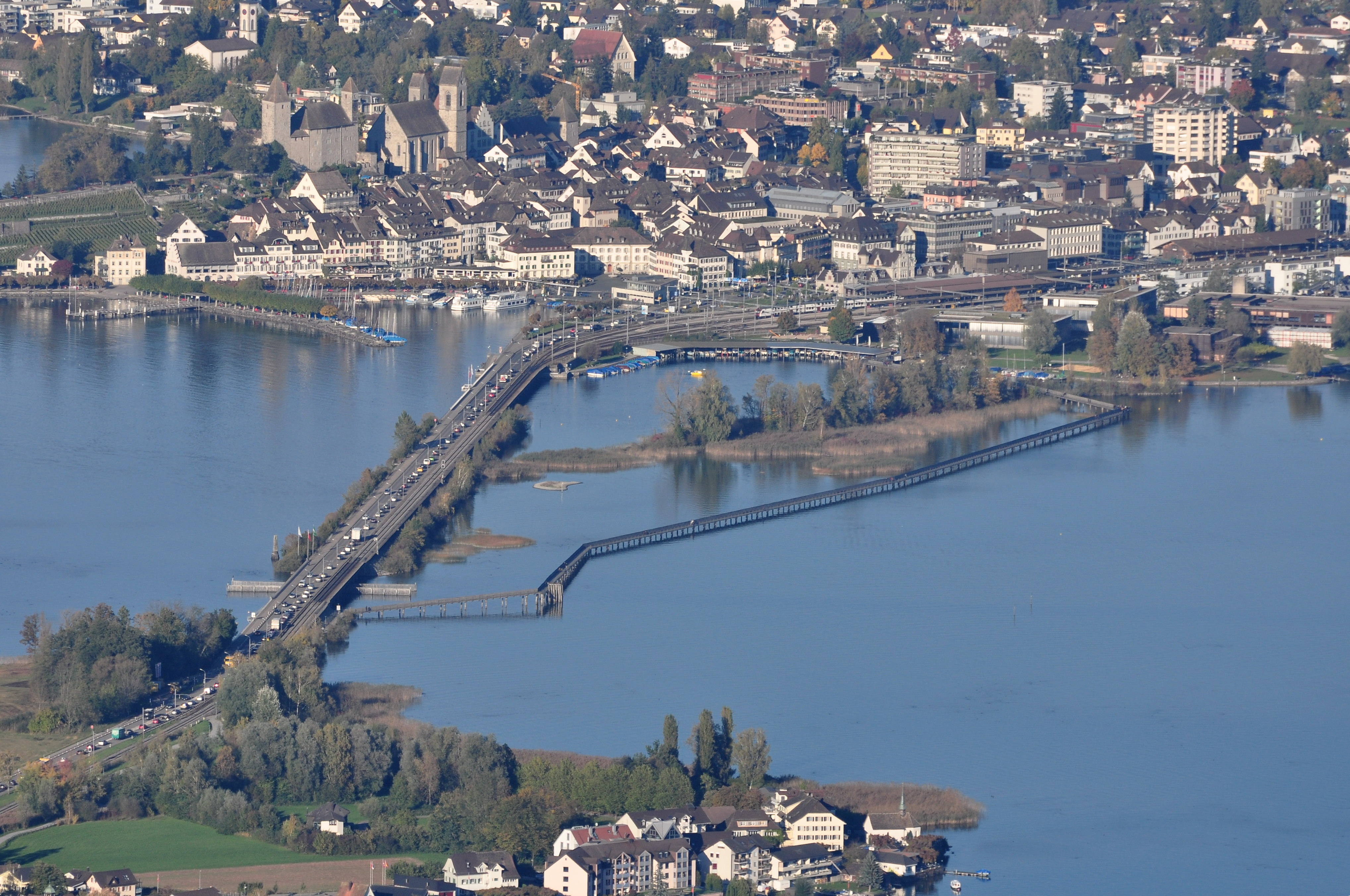
Träbron Rapperswil-Hurden i Schweiz
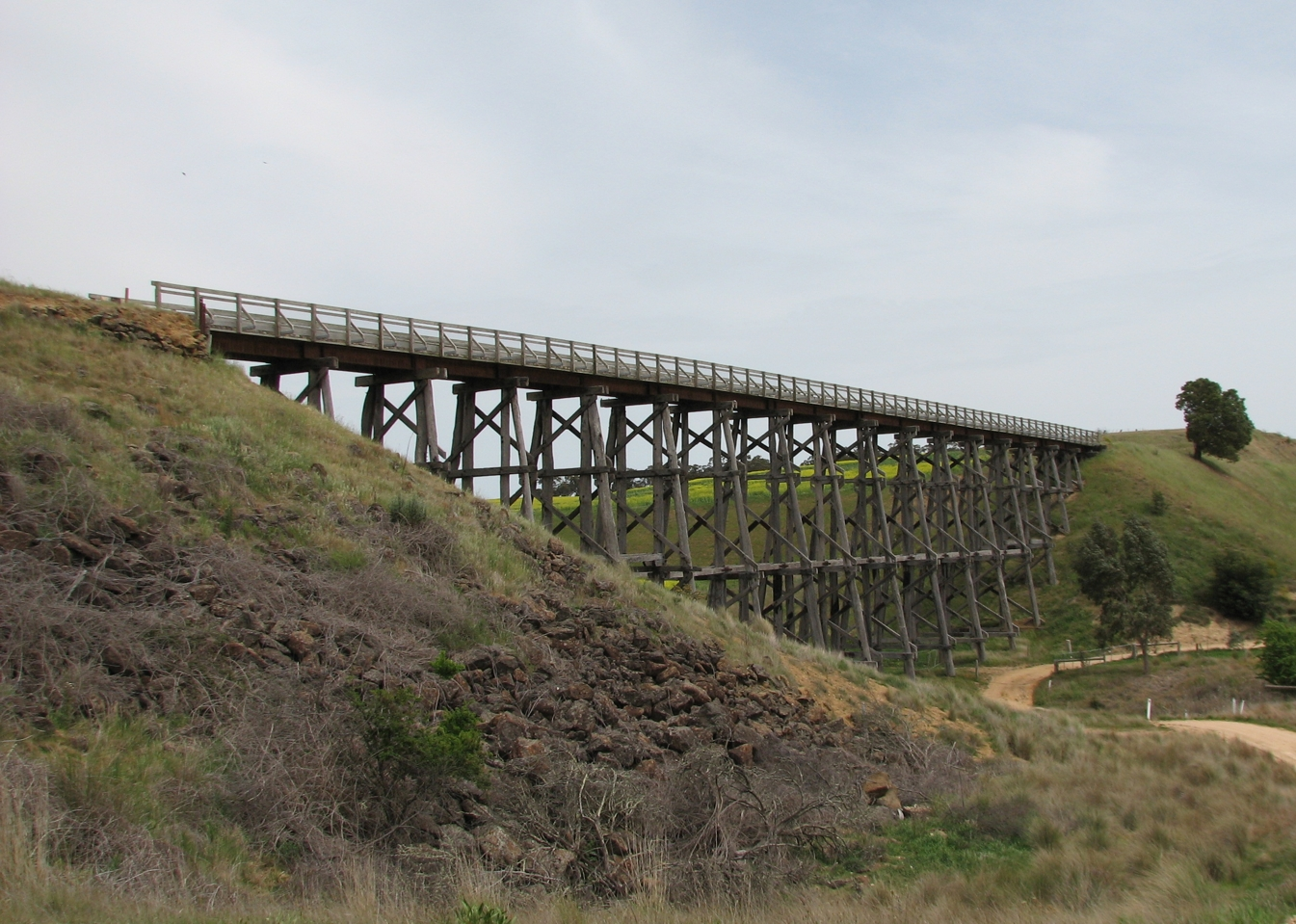
Nimmons bridge i Newtown, Victoria i Australien
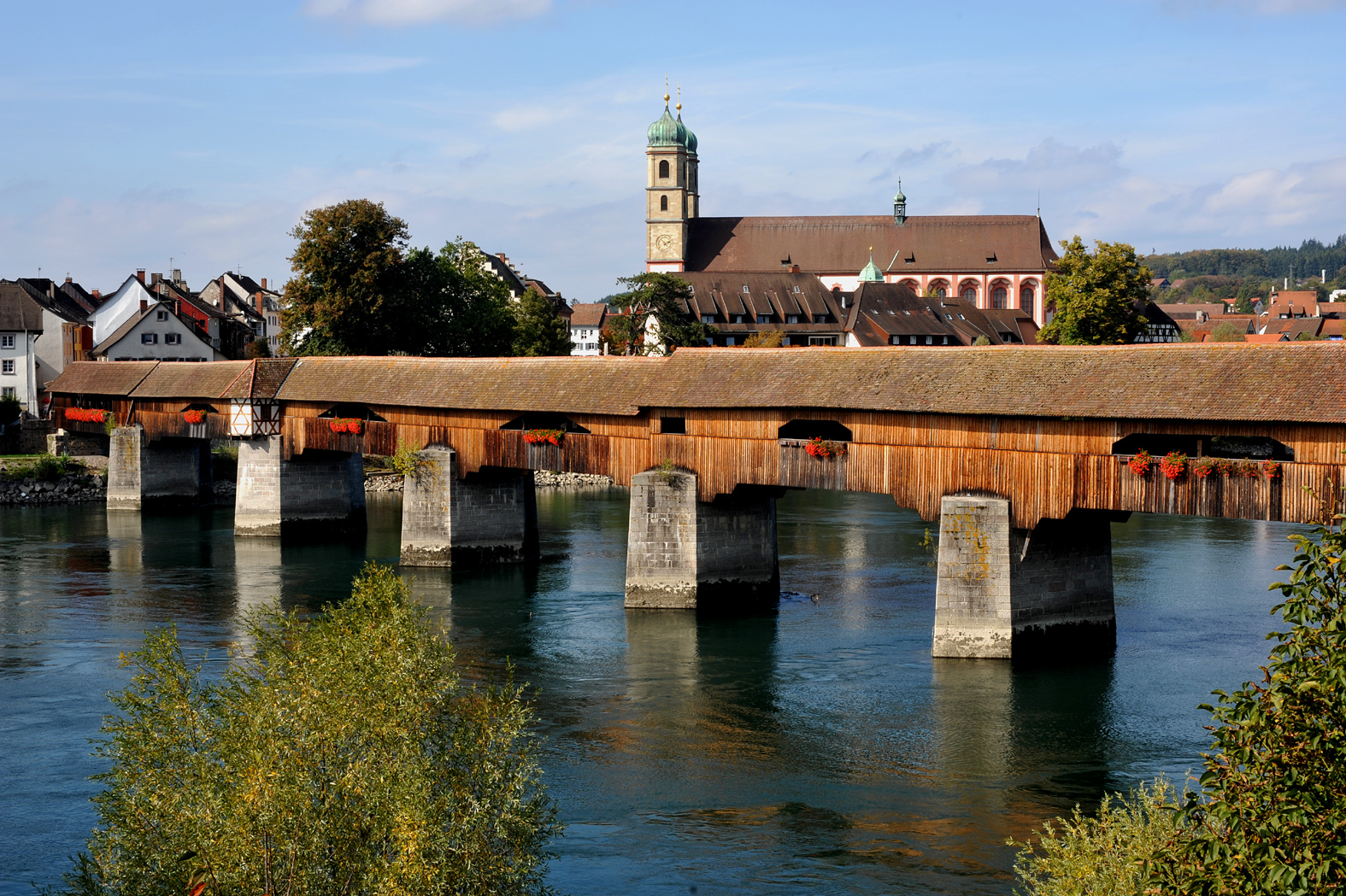
Holzbrücke Bad Säckingen mellan Schweiz och Tyskland, Europas längsta täckta träbro
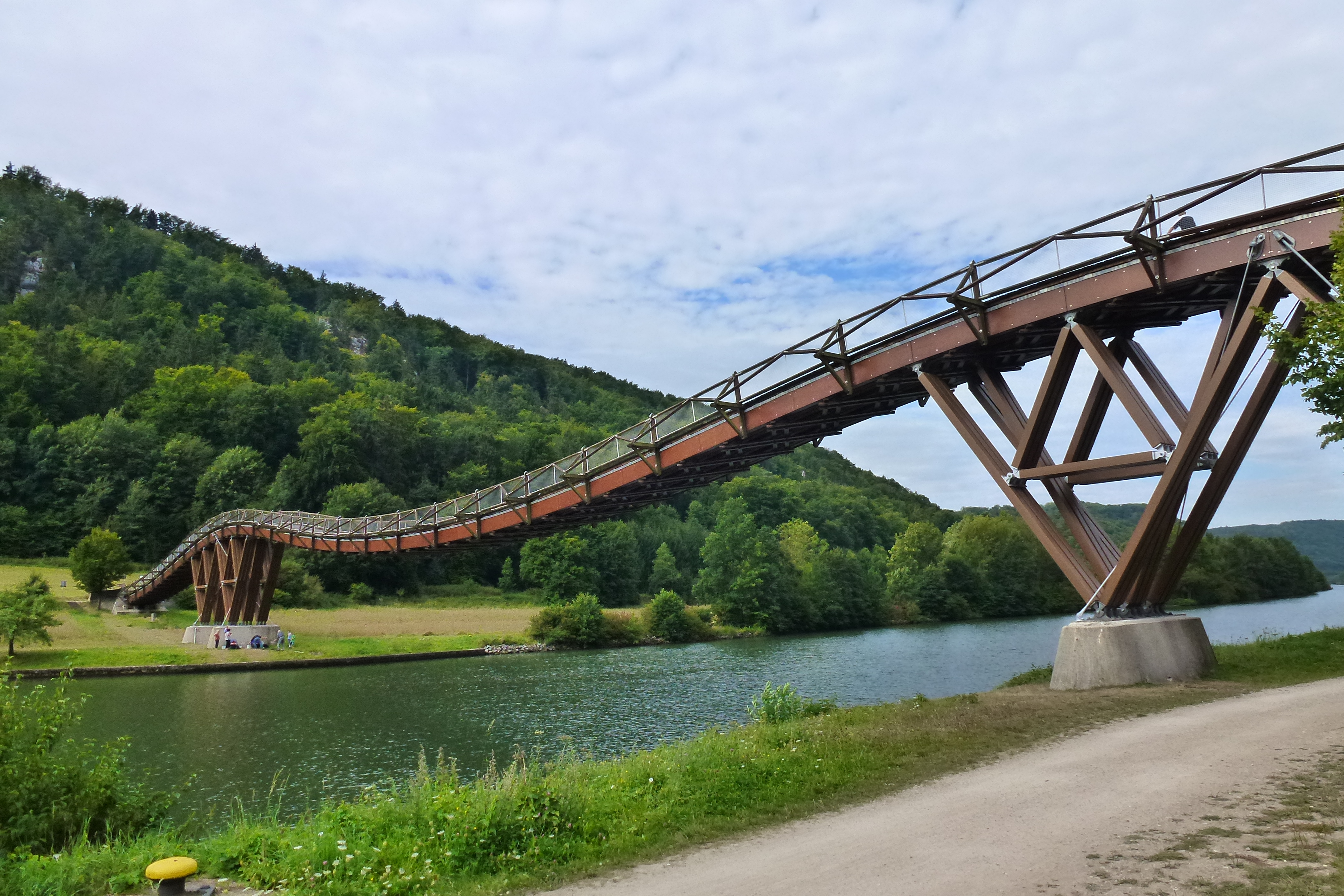
Trähängbro över Europakanalen i Essing i Bayern
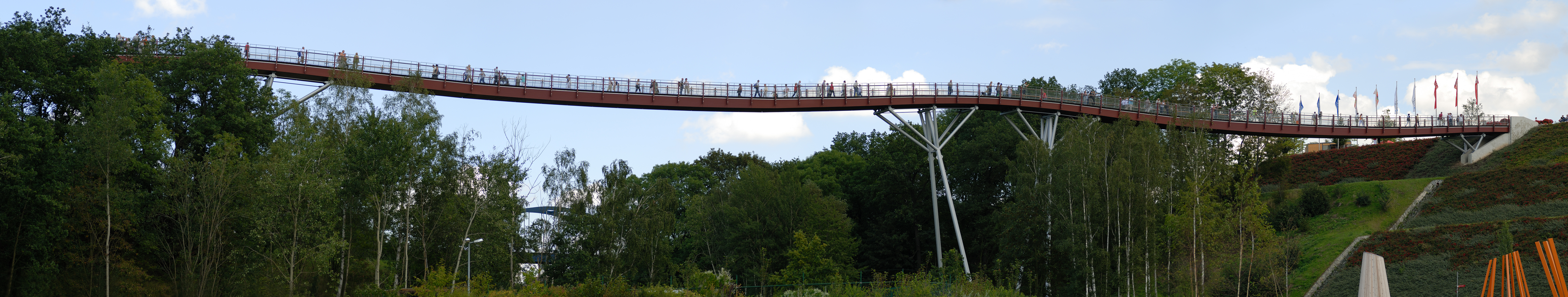
Drachenschwantz i Tyskland
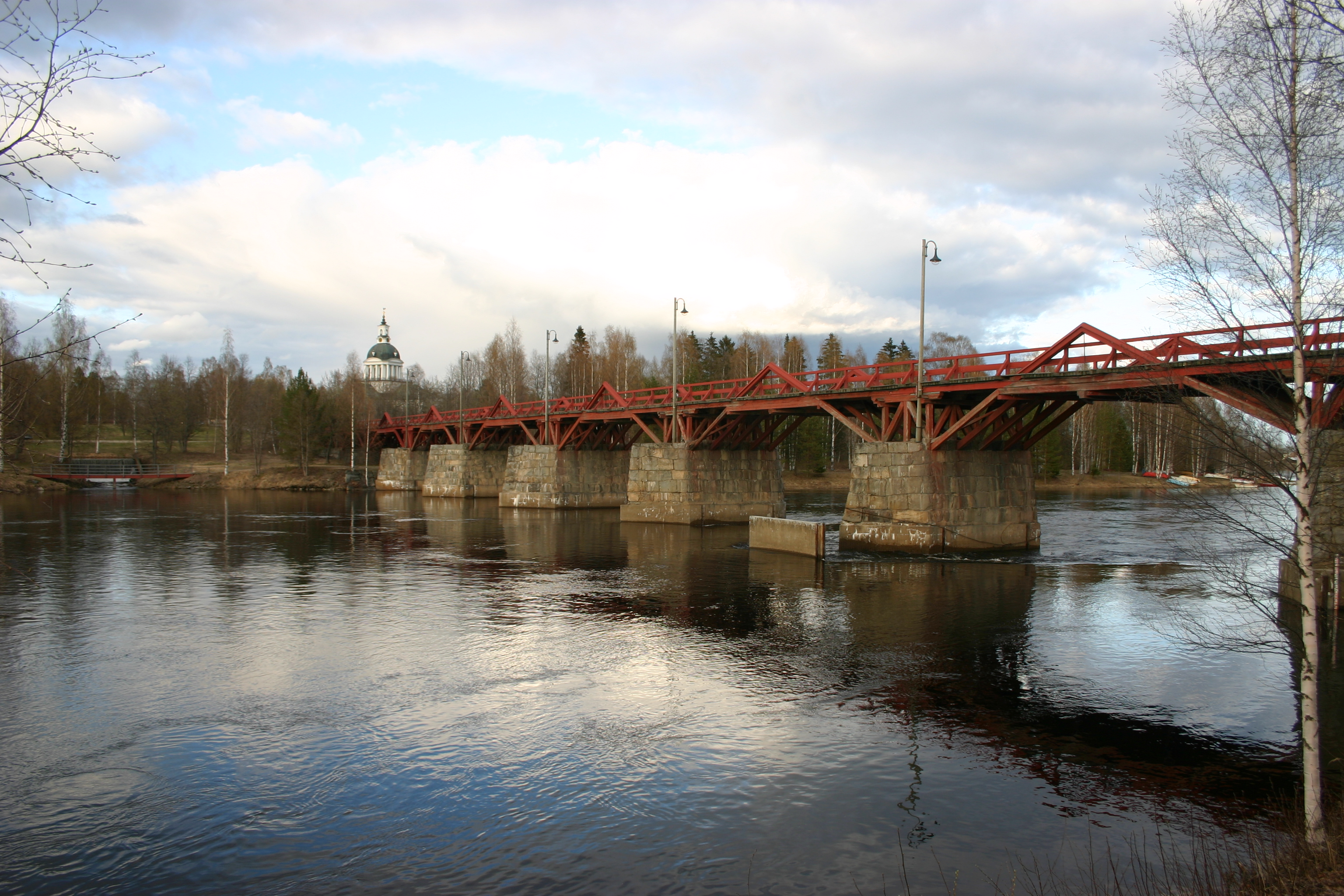
Lejonströmsbron från 1737 i Skellefteå
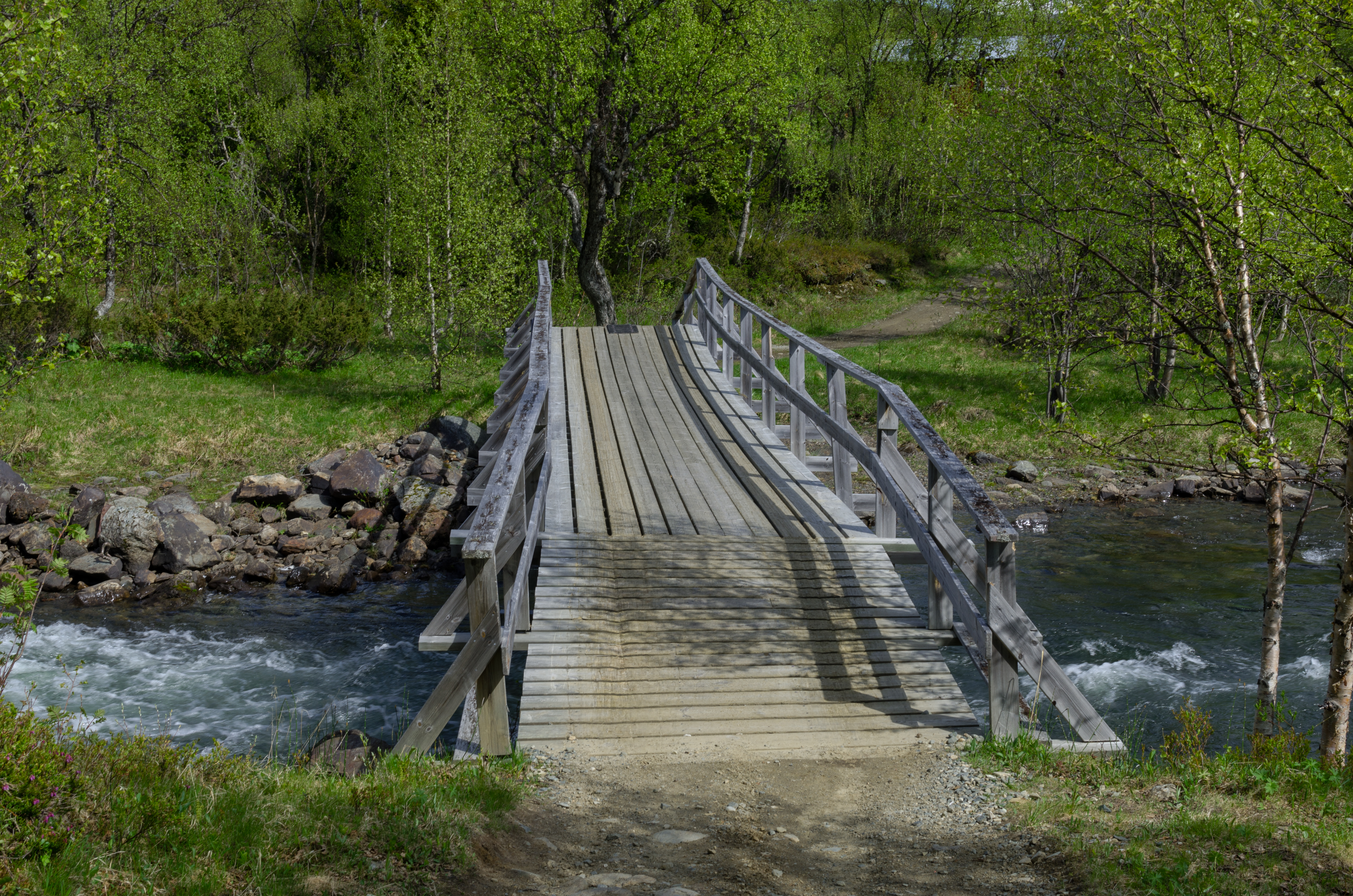
Träbro över Kesuån nära Ljungdalen